# Woman to Woman (brano musicale)
Woman to Woman è una canzone del cantautore britannico Joe Cocker. Scritta da Cocker e Chris Stainton, venne pubblicata nell'omonimo album del 1972.

## Cover e campionamenti
Woman to Woman, sebbene mai pubblicata come singolo, guadagnò una certa notorietà, tanto da essere re-interpretata da altri artisti e campionata nell'ambito della musica hip hop: un suo sample è presente in Funky e Blast from the Past dagli Ultramagnetic MCs (1987 e 1992), Knick Knack Patty Wack dagli EPMD (1989),  New Jack Swing II dagli Wreckx-N-Effect, California Love da 2Pac con Dr. Dre e Roger Troutman (1995), Honey da Moby (1999), Astro Black da Quasimoto (2000), He's Unbelievable da Sarah Connor (2002) e in We Keep It Rockin da Maino con Swizz Beatz, Jadakiss, Jim Jones e Joell Ortiz (2010).

## Altri utilizzi
Il brano venne inserita nella colonna sonora di Grand Theft Auto: San Andreas, trasmessa dalla stazione radiofonica K-DST, in cui Tommy "The Nightmare" Smith (Axl Rose) la introduce dicendo "Penso che adorerete questo disco... o lo amereste se foste abbastanza uomini."